# Catherine Arlove
Catherine Marie Joelle Arlove (Malvern, 5 de febrero de 1971) es una deportista australiana que compitió en judo. Ganó nueve medallas en el Campeonato de Oceanía de Judo entre los años 1994 y 2008.

## Palmarés internacional
| Campeonato de Oceanía | Campeonato de Oceanía        | Campeonato de Oceanía | Campeonato de Oceanía |
| Año                   | Lugar                        | Medalla               | Categoría             |
| --------------------- | ---------------------------- | --------------------- | --------------------- |
| 1994                  | Sídney (Australia)           | Medalla de plata      | –56 kg                |
| 1994                  | Sídney (Australia)           | Medalla de bronce     | Abierta               |
| 1996                  | Wellington (Nueva Zelanda)   | Medalla de oro        | –66 kg                |
| 1998                  | Apia (Samoa)                 | Medalla de oro        | –70 kg                |
| 1998                  | Apia (Samoa)                 | Medalla de oro        | Abierta               |
| 2000                  | Sídney (Australia)           | Medalla de oro        | –70 kg                |
| 2002                  | Wellington (Nueva Zelanda)   | Medalla de oro        | –70 kg                |
| 2004                  | Numea (Francia)              | Medalla de oro        | –70 kg                |
| 2008                  | Christchurch (Nueva Zelanda) | Medalla de oro        | –63 kg                |